# Zeria merope
Espèce
Synonymes
- Gaetulia merope Simon, 1879

Zeria merope est une espèce de solifuges de la famille des Solpugidae.

## Distribution
Cette espèce se rencontre en Tanzanie et au Kenya.

## Description
La femelle holotype mesure 25 mm.
Le mâle décrit par Roewer en 1933 mesure 22 mm et les femelles de 22 à 24 mm.

## Publication originale
- Simon, 1879 : Essai d'une classification des Galéodes, remarques synonymiques et description d'espèces nouvelles ou mal connues. Annales de la Société Entomologique de France, sér. 5, vol. 9, p. 93–154 (texte intégral).